# Нестор скельний
Нестор скельний (Nestor productus) — вид вимерлих папугоподібних птахів з роду Нестор (Nestor).

## Поширення
Вид був ендеміком острова Норфолк. Після заселення острова європейцями, чисельність нестора скельного почала різко зменшуватися. Останній птах помер 1851 року.

## Опис
Птах завдовжки приблизно 38 см. В оперенні переважали жовті, помаранчеві та коричневі кольори.